# 肖特款
肖特款（英語：Short Money）是英国每年专门为下议院中的反对党提供的资助款项。1975年由哈罗德·威尔逊政府引入，该资金以最初的提议者、时任下议院领袖爱德华·肖特的名字命名。
按规定，如果一个反对党在下议院中拥有两个以上的席位，或拥有一个席位且在上次大选中获得15万以上的选票，那该反对党便可获得肖特款。最初该款项有额度上限，1987年取消了上限。
不按照议会规定进行宣誓的议员及其政党则不能领受该资助，这一规定乃是针对新芬党设立，2006年引入了当选议员缺放弃议席的政党提供资助，这笔款项不属于肖特款。
资助用途有三：一、各反对党的议会工作。二、与各反对党议会活动有关的交通费和其他费用。三、官方反对党领袖办公室的开销。
2018-19年度，各反对党领受资助额如下：
工党787.9万英镑、苏格兰民族党80.8万英镑、自由民主党64.4万英镑、民主统一党23.3万英镑、绿党11.2万英镑、威尔士民族党10.1万英镑。
2017-18年度如下：
工党652.9万英镑、苏格兰民族党124.1万英镑、自由民主党56.5万英镑、英国独立党23.1万英镑、绿党22.1万英镑、民主统一党17.3万英镑、威尔士民族党8.4万英镑、社会民主工党7.7万英镑、阿尔斯特统一党7.7万英镑。
与肖特款类似，为上议院反对党提供资助的被称为克莱伯恩款（Cranborne Money）。